# Rompicherla, Chittoor
Rompicherla là một mandal thuộc huyện Chittoor, bang Andhra Pradesh, Ấn Độ.